# Антон Корошец
Антон Корошец (Бисерјане, 12. мај 1872 — Београд, 14. децембар 1940) је био словеначки језуит, конзервативни политичар, и вођа Словеначке народне странке.
Гимназију је похађао у Птују и Марибору. Студирао је теологију, а за римокатоличког свештеника је заређен 1895. године. Студије је завршио докторатом из теологије на Универзитету у Грацу 1905.
Дана 30. маја 1917. године постао је председник Југословенског клуба у бечком парламенту. Био је први потпредседник владе Краљевине СХС и једини председник владе Краљевине СХС који није био Србин.

## Биографија
Корошец је био потпредседник прве владе Краљевине СХС састављене 1918. Такође је био и министар за исхрану и обнову земље, за његово име се везује афера скупог увоза робе лошег квалитета из Америке.
На Изборима за Уставотворну скупштину 28. новембра 1920. године Словеначка народна странка освојила је 11.274 гласова и 27 мандата. Корошец се противио усвајању Видовданског устава. Захтевао је да се у устав унесу одредбе о покрајинским аутономијама и противио се ограничавању веза са Светом столицом. После усвајања устава водио је кампању за већу аутономију за Словенце у Краљевини СХС све док СНС није прихватила понуду Народне радикалне странке да се образује коалициона влада, после чега је овај циљ занемарен.
Након атентата у Народној скупштини и смрти Стјепана Радића, да би смирио напетости међу народима у краљевини, краљ Александар Карађорђевић је понудио Корошецу да образује прву владу Краљевине СХС у којој премијер не би био Србин. Међутим, краљ је убрзо сменио Корошеца након увођења Шестојануарске диктатуре. Корошец је такође био министар у влади Петра Живковића.
Заступао је конзервативна политичка гледишта о разним друштвеним питањима. Као римокатолички свештеник и предводник словеначких конзервативаца био је изразити клерикалац и словеначки клеронационалиста. Током последњих година живота испољавао је антисемитизам и антијудаизам. Такође био је и противник слободног зидарства.
Одликован је Орденом Карађорђеве звезде првог степена 26. децембра 1938.

## Галерија
- Антон Корошец на прослави 20. годишњице Југославије
- Антон Корошец 1900.
- Антон Корошец на мртвачком одру